# Un prototype a disparu
Un prototype a disparu est la vingt-et-unième histoire de la série Les Aventures de Buck Danny de Jean-Michel Charlier et Victor Hubinon. Elle est publiée pour la première fois dans le journal Spirou du no 1030 au no 1051. Puis est publiée sous forme d'album en 1960.

## Résumé
Les équipes de recherche ont retrouvé l’épave du VTOL de Lester. Mais un détail attire l’attention de Buck Danny, qui croit lui à une mise en scène. Le Dod interrompt les essais du prototype en attendant une commission d'enquête.
Avec ses camarades Tumbler et Tuckson, il va se mettre à la recherche du mystérieux point d’atterrissage clandestin du prototype. Buck part vers les îles de Tonga-Uva tandis que Sonny s'occupe de l'archipel de Niki-Uva avec des avions de reconnaissance photo F9F-8P Cougar et Tumbler patrouille d'éventuels bateaux. Survolant l'îlot de Saraga, formé d'un volcan abrupt, il informe le porte-avion que celui-ci est sur le point de rentrer en éruption, car des fumées épaisses s'en échappent. La mission est un échec, car aucun endroit ne parait propice à l'atterrissage vertical du prototype. Les centres sismologiques de Manille s'interrogent cependant à propos du réveil de ce volcan situé sur l'archipel de Tonga-Uva, car il est considéré comme éteint depuis des centaines d'années et aucune secousse n'est mesurée. Sur la demande des sismologues, un hélicoptère amphibie Vertol HUP est envoyé avec trois officiers pour enquêter sur ce phénomène. Arrivés sur place, le volcan parait inerte mais dès qu'ils s'approchent, une fumée commence à nouveau à s'échapper. Amerri, l'hélicoptère envoie un canot pneumatique en exploration, mais alors qu'il n'y a pas encore de nouvelles des officiers, réapparait de la fumée. Alors qu'il décolle, le pilote apeuré alerte de la présence d'une soucoupe volante, juste avant la disparition de l'hélicoptère sur les radars.
Les soupçons de Buck étant confirmés, il organise un vol de nuit avec un avion de transport Grumman C-1 Trader et saute en parachute à la verticale du volcan de Saraga où il amerrit non loin. Évitant les requins, il commence l'escalade du volcan. En descendant dans la cheminée du cratère il trouve une station-radar et des générateurs de fumée.  Puis traversant les dernières nappes de fumée, une base équipée d'une aire d'atterrissage au milieu de laquelle se trouvent le prototype et l'hélicoptère disparu.
Coupant le courant des éclairages, il se faufile vers le prototype pour tenter un décollage. Mais un bandit l'attend dans le cockpit et il est conduit devant la dirigeante du groupe. Il est alors forcé d'enregistrer un message radio pour retarder les secours. Arrachant son masque, Buck reconnait Lady X qui à survécu inespérément à son crash en Alaska (voir Buck Danny contre Lady X).
Buck retrouve Lester dans les cachots de la base pendant que Lady X est sur le point de partir avec le prototype additionné de réservoirs supplémentaires. Pour éliminer les deux pilotes, elle veut les attacher devant la tuyère du jet lors de son départ. Mais en distrayant son garde, Lester récupère son arme et ils prennent en otage Lady X. Mortellement touché, Lester la met en joue pendant que Buck s'installe dans le cockpit et décolle. L'avion est endommagé par les bandits mais décolle et bientôt Buck prévient Sonny par radio et déclenche le décollage des appareils de chasse sous-marine.  
Buck atterrit péniblement sur le pont du Forrestal couvert de neige carbonique et de pneus au même moment où le sous-marin de Lady X est coulé par des chapelets de grenades anti-sous-marines.

## Équivoques ou incertitudes
La combinaison scénaristique des situations procure un enchaînement parfaitement logique.
Demeurent cependant quelques péripéties sans réponse ou explication.
- Lorsque s'enquérant de l'origine de la décision (du Forrestal) d'envoyer un hélicoptère de reconnaissance sur l'île Saraga, Lady X présume que Buck Danny en est l'auteur, ce dernier le lui en confirme l'hypothèse (planche PR.34., case C2). Or il n'en était rien (planche PR.9.B., case D3).
- Si la capture de l'équipage de cet hélicoptère est bien décrite, son sort définitif reste incertain. Probablement prisonniers des bandits, les deux pilotes et les trois observateurs de la mission sur Tonga-Uva, ne sont pas clairement évoqués par le récit, particulièrement après la destruction de l'île (planche PR.43 A., case B3).

## Avions
- McDonnell F3H-2M Demon
- Douglas A3D Skywarrior (planches PR-2 case 1 et PR-43 B case 7))
- Grumman F9F-8P Cougar
- Piasecki HUP-2 Retriever amphibie
- Grumman TF-1 Trader
- Le prototype du VTOL est un appareil fictif, inspiré (et synthèse partielle) des prototypes réels Lockheed XFV, Convair XFY, Ryan X-13 Vertijet ainsi que de l'appareil français Snecma C-450 Coléoptère. Il est désigné comme : EXPERIMENTAL X-17
- North American F-100 Super Sabre (rappel de l'album "Buck Danny contre Lady X")
- Hawker Hunter (rappel de l'album "Buck Danny contre Lady X")
- Grumman S2F Tracker

## Bateaux
Outre le porte-avions américain Forrestal, apparaît en fin d'épisode un sous-marin, inspiré de la classe S, groupe 3 britannique (époque 1941-45).